# 百和镇 (和田县)
百和镇是中华人民共和国新疆维吾尔自治区和田地区和田县下辖的一个镇，为和田县人民政府驻地。成立于2023年11月3日。百和镇东邻英艾日克乡，西邻英阿瓦提乡，南邻罕艾日克镇，北邻色格孜库勒乡。